# 鳥越トンネル
鳥越トンネル（とりごえトンネル）は、香川県観音寺市と愛媛県四国中央市の県境をまたぐトンネルである。JR四国予讃線と高松自動車道にある。

## JR予讃線
箕浦駅 - 川之江駅間にある予讃線最初のトンネルである。全長121m。トンネル断面が小さいまま電化を行なったため、パンタグラフの折りたたみ高さの関係で、JR四国以外のJR他社の電車のほとんどは通過することができない。JR西日本285系電車やJR貨物EF210形電気機関車などが対策を施して通過できる車両である。
なお、JR四国に所属する電車でも「マリンライナー」専用の5000系電車は通過できない。

## 高松自動車道
大野原IC - 川之江JCT間にある。全長は下りが920m、上り1,040m。